# Blauäugiger Waldportier

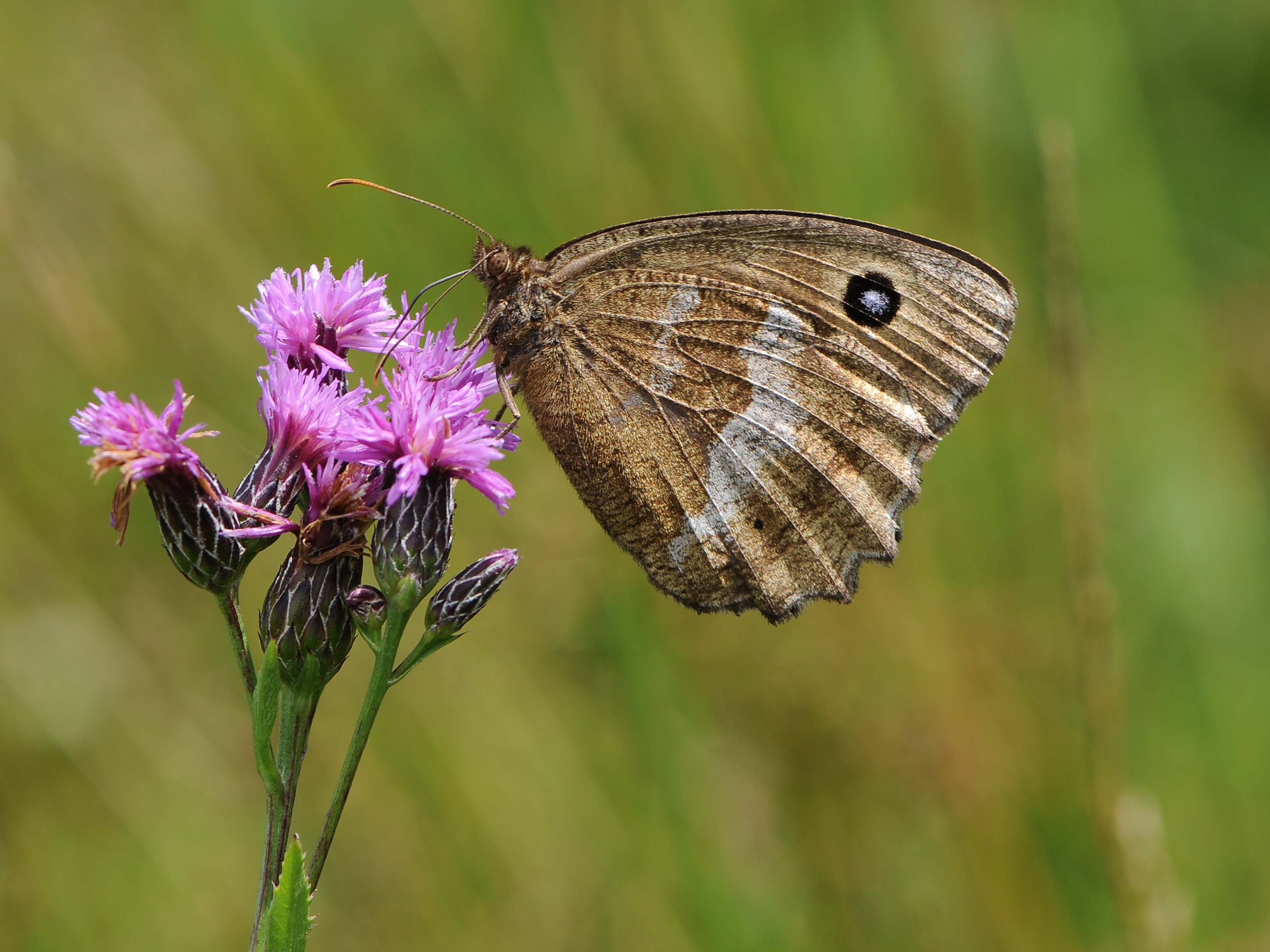
Flügelunterseite des Blaukernauges

Der Blauäugige Waldportier (Minois dryas), auch Blaukernauge, ist ein Schmetterling (Tagfalter) aus der Familie der Edelfalter (Nymphalidae). Das Artepitheton leitet sich von den Dryaden (Waldnymphen) aus der griechischen Mythologie ab.

## Merkmale
Die Falter erreichen eine Flügelspannweite von 45 bis 60 Millimetern. Ihre Flügeloberseite ist dunkelbraun, leicht schwarzblau schimmernd und weist je Vorderflügel zwei kleine schwarze Augenflecken mit hellblauem Kern auf, von denen der Äußere etwas kleiner als der Innere ist. Beim Männchen sind diese Flecken deutlich kleiner als beim Weibchen. Auf der Oberseite der Hinterflügel befindet sich zum Teil ein weiterer, deutlich kleinerer Augenfleck. Die Flügelunterseite ist graubraun gefärbt und hat auf den Vorderflügeln die gleichen Augenflecken, wie sie auf der Oberseite zu finden sind. Der Fleck auf den Hinterflügeln kann auf der Unterseite fehlen. Eine über Vorder- und Hinterflügel verlaufende blassgraue Binde ist gerade noch zu erkennen.

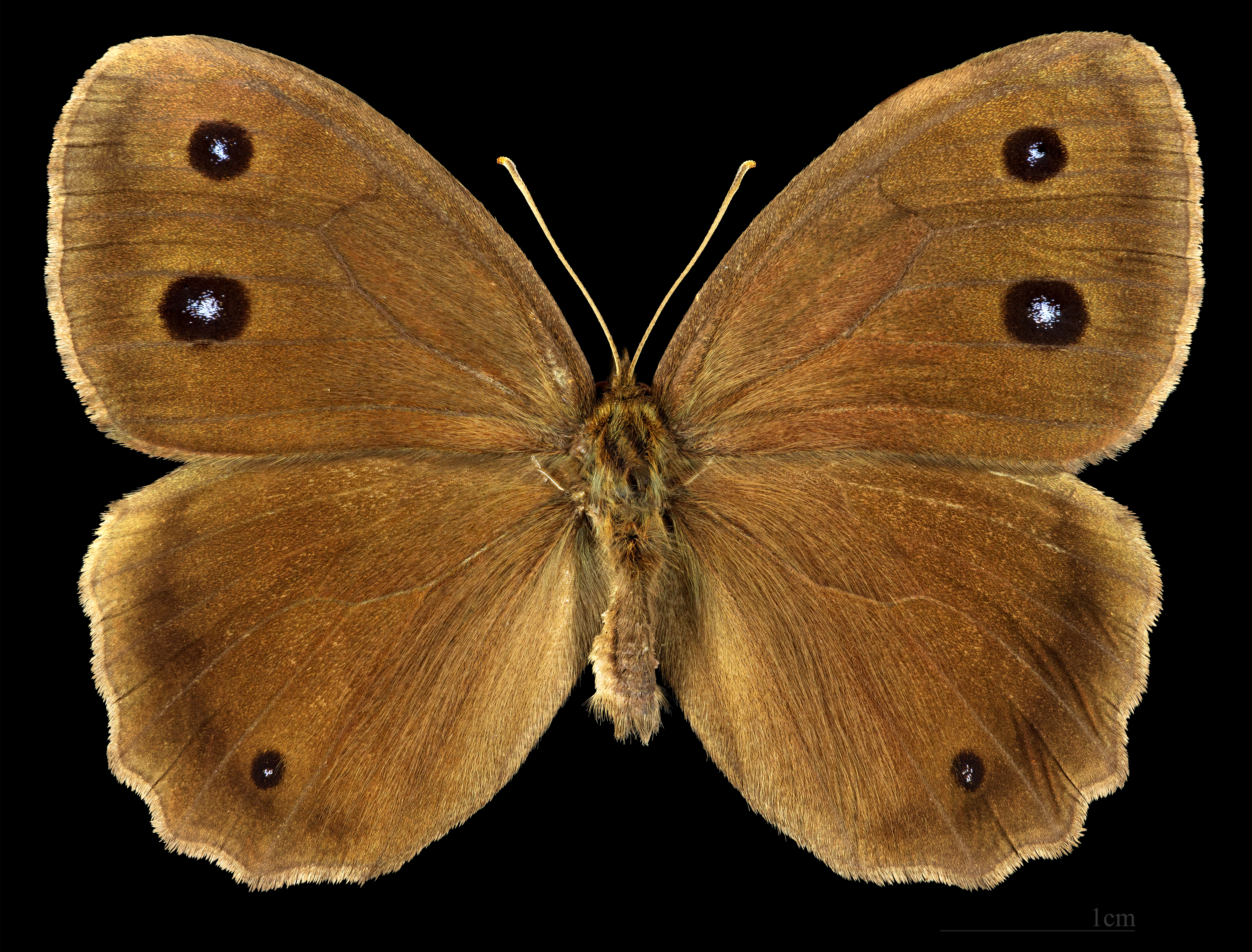
Minois dryas ♂
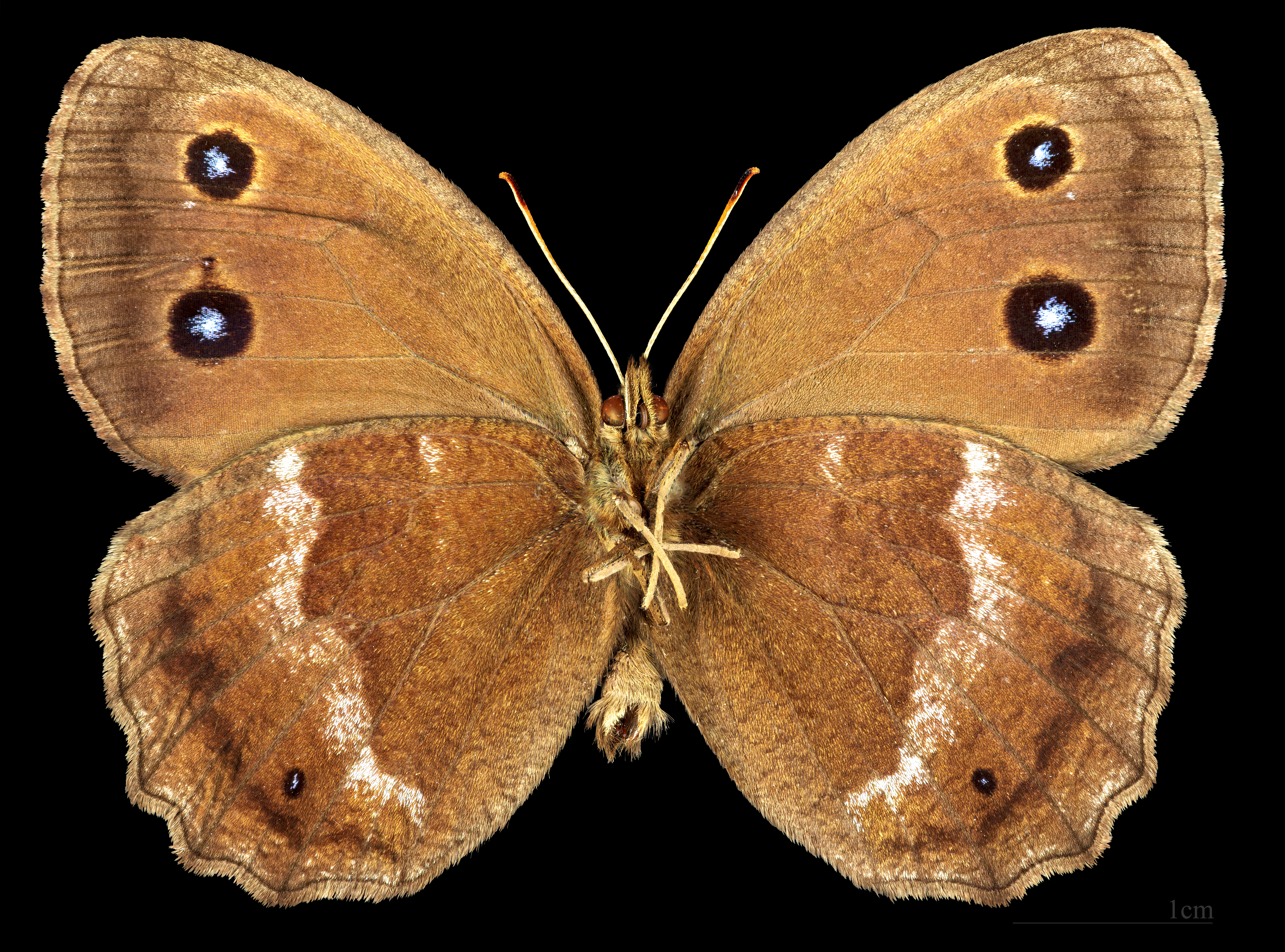
Minois dryas ♂   △

Die Raupen werden ca. 30 Millimeter lang. Sie sind in verschiedenen Farbstufen breit hellbraun und weiß längsgestreift. Zusätzlich sind die Farben fein marmoriert. Am Rücken verläuft ein dunkelbrauner Längsstreifen, der an allen Segmentgrenzen undeutlich wird. An den Seiten, über den Stigmen verläuft ein gleichfarbener, durchzogener Längsstreifen. Zwischen den beiden dunklen Streifen ist eine feine, undeutliche dunkle Linie jeweils von hellen, breiten Längsstreifen umgeben. Die Kopfkapsel ist hellbraun und trägt 6 dunkle, auffällige Längsstreifen. Neben den Mandibeln sind zwei halbkreisförmige Fortsätze zu finden.

## Vorkommen
Die Tiere leben zumeist in feuchten, selten in trockenen, offenen Gegenden wie z. B. auf Streuwiesen in der Nähe von Mooren bzw. auf Trockenrasen. Sie sind sehr selten geworden und kommen in Mitteleuropa noch im Osten Norddeutschlands, am Kyffhäuser, in Nordbayern am Oberrhein und besonders im Alpenvorland vor.

### Flug- und Raupenzeiten
Der Blauäugige Waldportier fliegt in einer Generation von Juli bis September. Die jungen Raupen sind ab September anzutreffen, sie überwintern und können im darauf folgenden Jahr bis Juni beobachtet werden.

## Lebensweise
Die Falter sind typische Verschiedenbiotop-Bewohner. Dabei handelt es sich um Arten, die mehrere unterschiedliche Biotope bewohnen können und darin wie Einbiotop-Bewohner leben. Der Blauäugige Waldportier kommt sowohl in trockenen als auch in feuchten Gebieten vor. Man findet ihn oft beim Sonnen mit weit geöffneten Flügeln; dies ist für Augenfalter untypisch.

### Nahrung der Raupen
Die Raupen ernähren sich von verschiedenen Süßgräsern, vor allem aber von Pfeifengras (Molinia caerulea), Land-Reitgras (Calamagrostis epigeios) und Aufrechter Trespe (Bromus erectus).

## Entwicklung
Die Weibchen lassen ihre Eier in der Nähe der Futterpflanzen auf den Boden fallen. Die Raupen überwintern vor der ersten Häutung. Für die Verpuppung gräbt sich die Raupe am Boden eine flache Grube. Dafür verwendet sie ihre halbkreisförmigen Fortsätze neben den Mandibeln.